# James Aloysius O'Gorman
James Aloysius O'Gorman, född 5 maj 1860 i New York, död där 17 maj 1943, var en amerikansk demokratisk politiker.
Han avlade sin grundexamen vid College of the City of New York (numera New York University). Han studerade sedan juridik vid dess juridiska fakultet och inledde 1882 sin karriär som advokat i New York.
O'Gorman arbetade som domare i delstaten New Yorks högsta domstol 1900-1911. Han var ledamot av USA:s senat från New York 1911-1917. Efter tiden i senaten arbetade han åter som advokat.